# Regius Professor of Botany (Aberdeen)

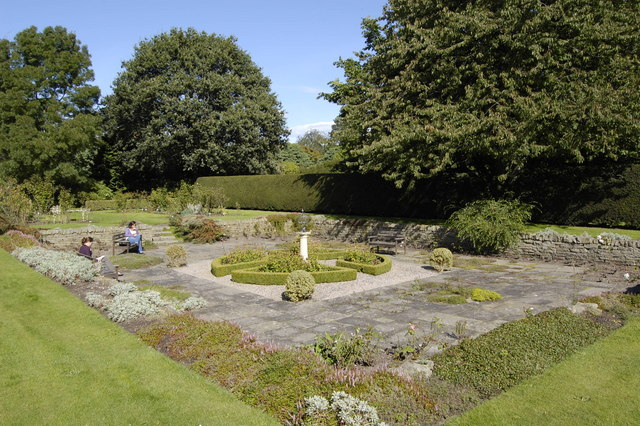
Der Sunk Garden der Cruickshank Botanic Garden in Aberdeen

Der Regius Professor of Botany ist eine 1860 durch Königin Victoria gestiftete Regius Professur für Botanik an der University of Aberdeen in Schottland.
Neben dieser Regius Professur für Botanik existieren noch weitere Regius Professuren an den Universitäten von Glasgow, der Regius Professor of Botany (Glasgow), gegr. 1818 und Cambridge, der Regius Professor of Botany (Cambridge), gegr. 1724 und Regius Professur seit 2009.

## Geschichte des Lehrstuhls
Gegründet wurde der Lehrstuhl mit der Zusammenlegung von King’s und Marischal College, 1860. Die Zusammenlegung wurde durch den Universities Act 1858 ausgelöst, als das katholisch tradierte King’s mit dem protestantisch tradierten Marischal College gegen den Wunsch der beiden Lehrkörper zu einer Universität vereinigt wurde. Im Absatz 18 des Gesetzes werden Professuren genannt, die in der Folge als Regius Professuren behandelt werden und deren Professoren durch eine königliche Bestellungsurkunde, das Letters Patent, bestätigt werden.
1898 stiftete Anne Cruickshank ein Gelände, auf dem der Cruickshank Botanic Garden eingerichtet wurde. Der Leiter des Gartens (Keeper) wurde üblicherweise der amtierende Regius Professor für Botanik, der auch bis 1980 zumeist in einem Haus (No. 8, Chanonry) auf dem Gelände wohnte. Der erste war James William Helenus Trail, von dessen Gartenentwurf aber fast nichts erhalten blieb, weil der Garten während des Ersten Weltkriegs vollständig auf Gemüseproduktion umgestellt wurde. Trails Nachfolger als Keeper of the Gardens, für welche sich auch Dame Helen Gwynne-Vaughan beworben hatte, war James Craib, der Bruder des amtierenden Professors. Er pflanzte viele Bäume des Arboretums und formte viele der Pflanzterrassen.
Ab 1934 übernahm James Robert Matthews die Professur. Er transformierte die Cruickshank Gardens mit seinem Chef-Gärtner James Robb mit Randstein-gesäumten Wegen und etablierte eine Sammlung von Rhododendren und Zwergkoniferen.

## Regius Professoren
| Name                        | Daten                                        | von  | bis  | Anmerkung |
| --------------------------- | -------------------------------------------- | ---- | ---- | --- |
| George Dickie               | M.D.                                         | 1860 | 1877 | In Abdeen geboren und ausgebildet lehrte Dickie am King’s College, Aberdeen, und in Belfast, von wo er 1860, nach der Zusammenlegung von King’s College und Marischal die Regius Professur übernahm. Er zog sich 1877 wegen seines zunehmend schlechten Gesundheitszustands von der Professur zurück.                                  |
| James William Helenus Trail | M.A. M.D. F.R.S. F.L.S.                      | 1877 | 1919 | Gemeinsam mit George Nicolson, dem Kurator von Kew Gardens, initiierte Trail die Einrichtung der Cruickshank Botanic Gardens. Heute sind von diesem Entwurf nur noch Reste erhalten. |
| William Grant Craib         |                                              | 1920 | 1933 | Um die Nachfolge von Trail hatte sich Helen Gwynne-Vaughan erfolglos beworben. |
| James Robert Matthews       | Esquire, CBE, L.L.D., M.A., F.R.S.E., F.L.S. | 1934 | 1959 | |
| Paul Egerton Weatherley     | Esq., B. A., D. Phil., A.I.C.T.A., F.R.S.    | 1959 | 1981 | Weatherley entwickelte einen Windkanal, in dem er die Auswirkungen des Klimas auf Pflanzen, insbesondere die Verdunstung unter dem Einfluss von Wind erforschen konnte. |
| Charles Henry Gimingham     | B.A., Ph. D., Sc. D., F.R.S.E., F. I. Biol., | 1982 | 1988 | Gimingham kam nach einem Studium in Cambridge nach Aberdeen und fand seine Berufung in der Erforschung der Heide- und Moorlandschaften Schottlands und Großbritanniens. Die Ergebnisse seiner Forschungen fanden weltweit Anwendung. Als Ökologe und Umweltschützer war er an der Gründung verschiedener Naturschutzgebiete beteiligt. |
| ungeklärte Lücke            |                                              |      |      | |
| Ian James Alexander         | B.Sc., Ph.D.                                 | 1996 | 2010 | Alexander hatte an der University of Edinburgh studiert. In seinen Forschungen untersuchte er die Beziehungen von Pflanzen und Mykhorriza, den wechselseitigen Einflüsse sowie die Wirkung auf Wälder oder Landwirtschaft. |
| vakant                      |                                              |      |      | Nachdem sich Alexander vom Lehrstuhl zurückgezogen hatte, wurde dieser nicht neu besetzt. |